# Heilig-Geist-Spital (Košice)

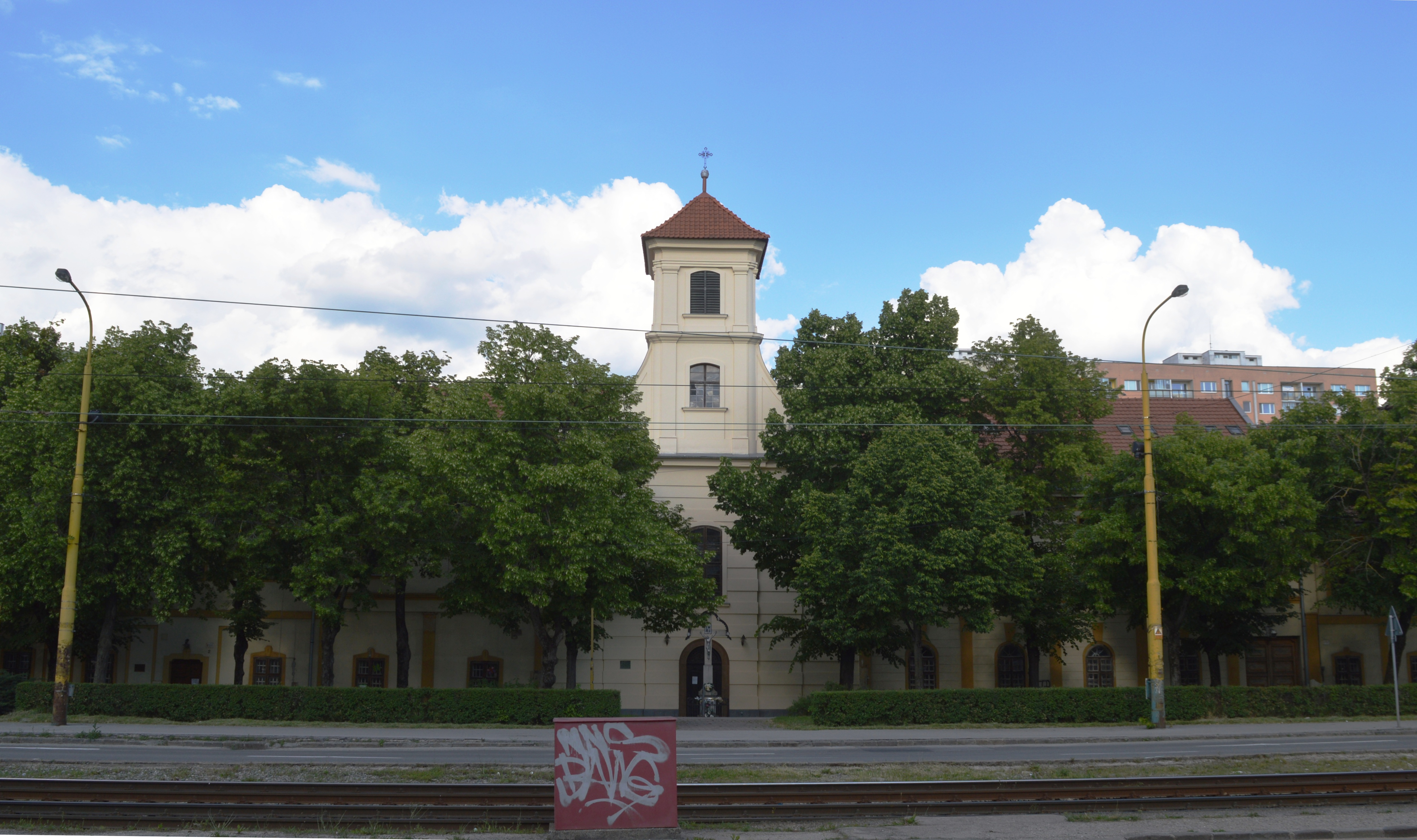
Ehemalige Heilig-Geist-Kirche 2021

Die Heilig-Geist-Kirche oder Hospitalkirche zum Heiligen Geist (slowakisch Špitálsky kostol svätého Ducha) ist die historische Spitalkirche von Košice (Slowakei). Sie steht auf der Liste der denkmalgeschützten Objekte in Košice.
Das in Randlage des mittelalterlichen Stadtkerns von Kaschau gelegene Heilig-Geist-Spital war eine karitative Gründung des 13. Jahrhunderts.
Die mittelalterlichen Gebäude einschließlich der Kirche wurden 1730 abgebrochen und bis 1733 durch die bestehende barocke Anlage ersetzt, in deren Front die in einfachen Formen gehaltene und mit einem kleinen Turmaufbau versehene Kirchenfassade integriert ist. Das Bauwerk wurde 1812 bis 1814 klassizistisch umgestaltet und 1894 renoviert.
Das Gebäude dient heute als Altersheim.

## Galerie

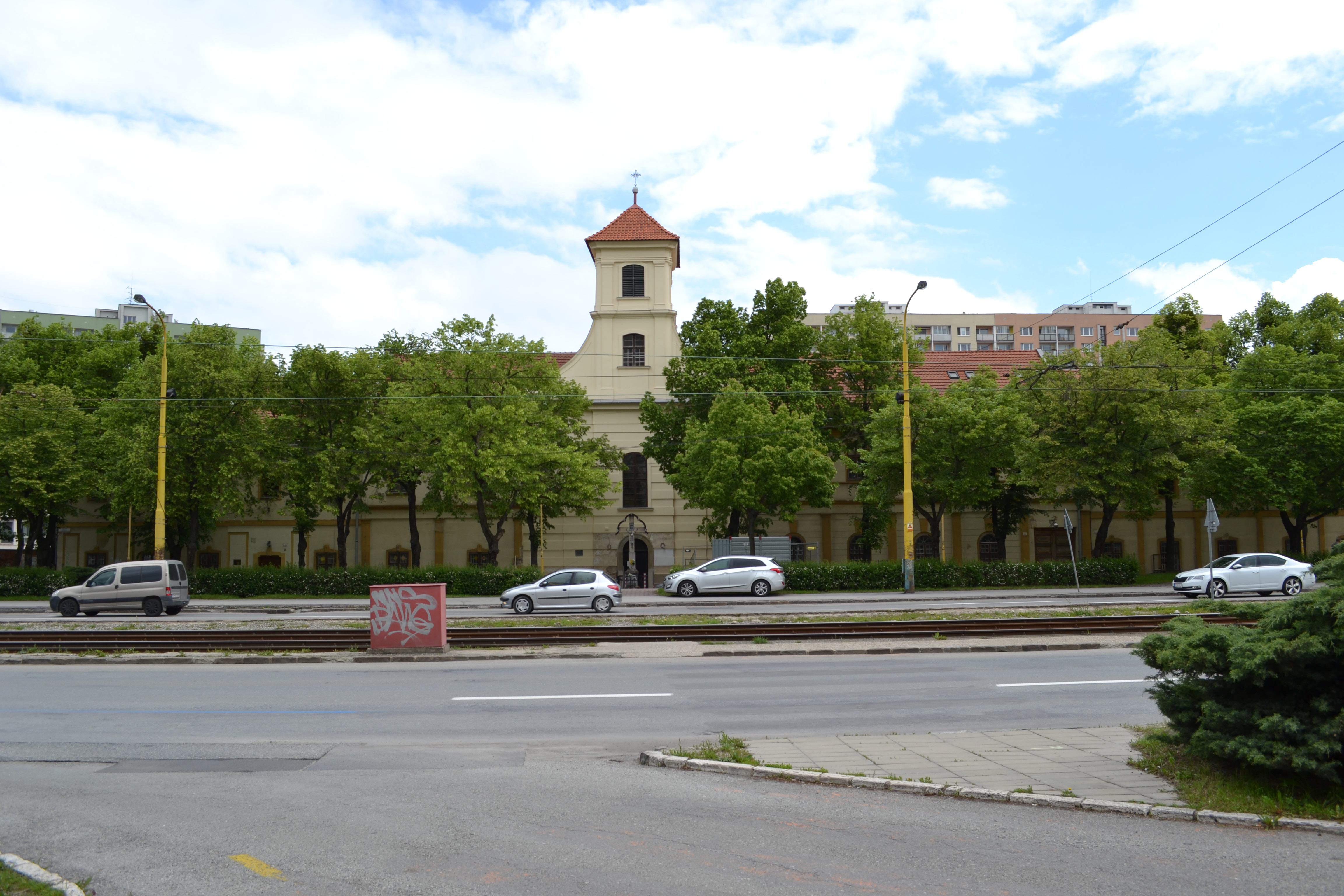
Heilig-Geist-Spital aus der Ferne
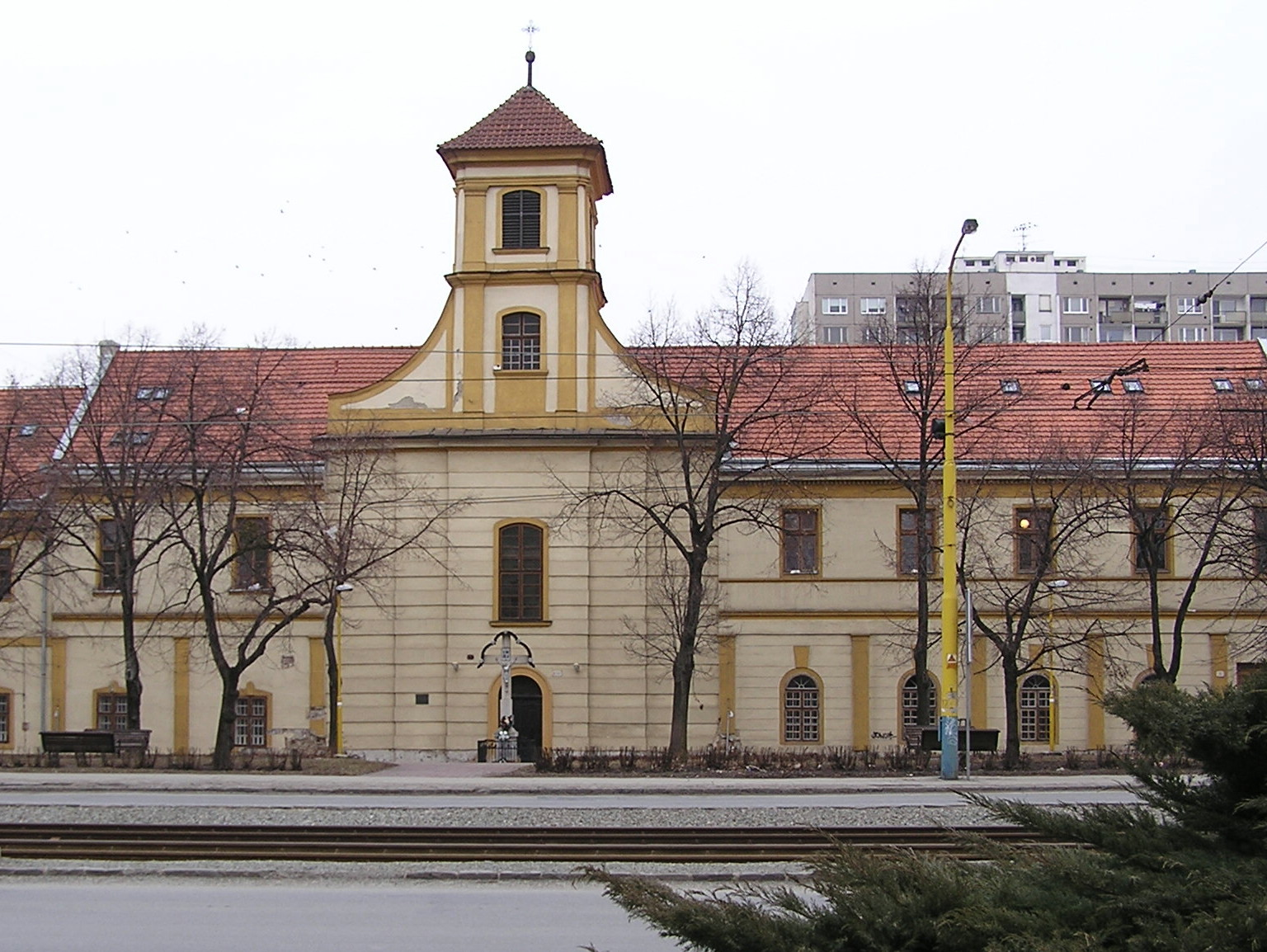
Heilig-Geist-Spital, 2006
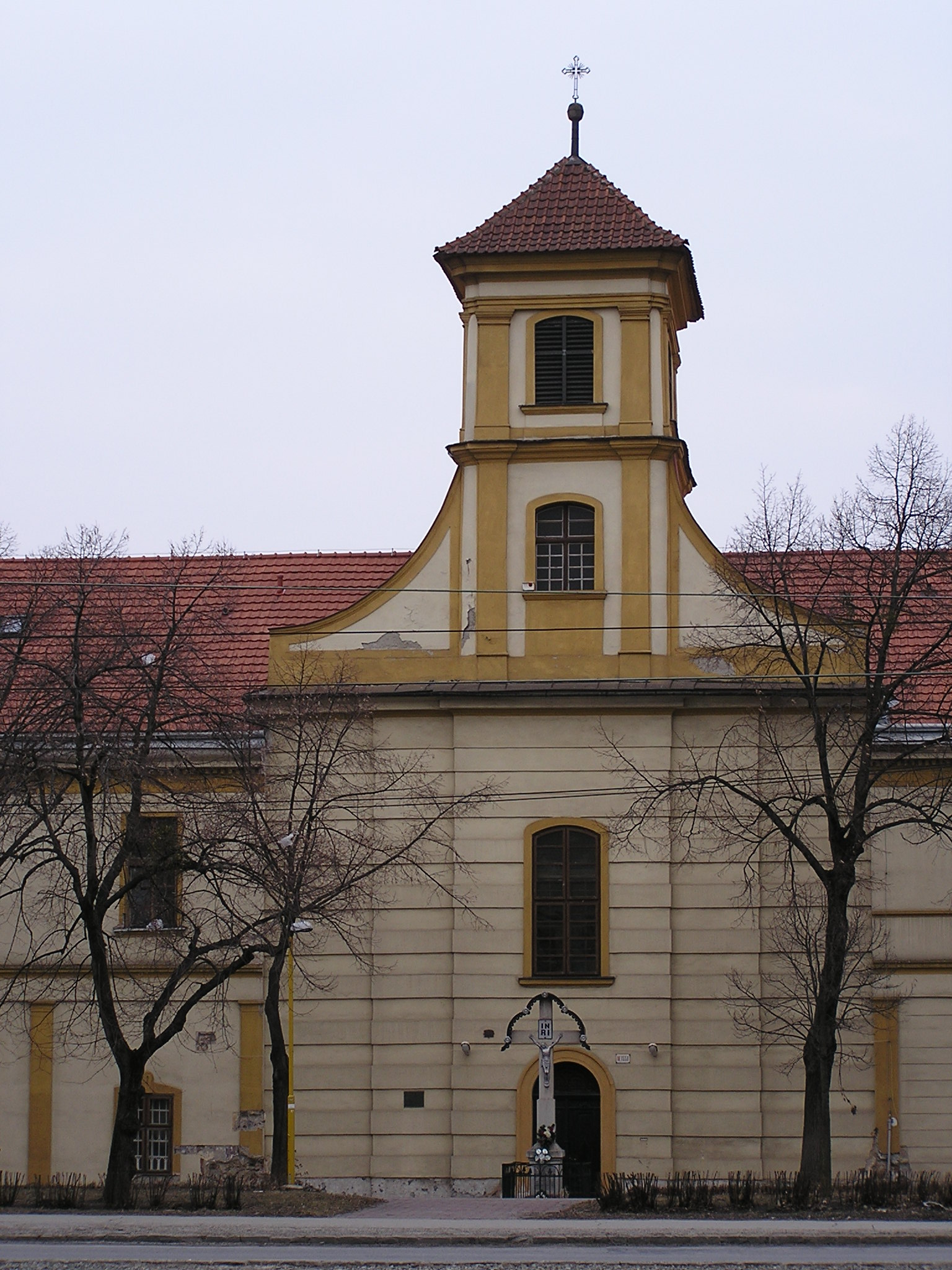
Kirchenplatz mit Mittelrisalit und Turmaufbau
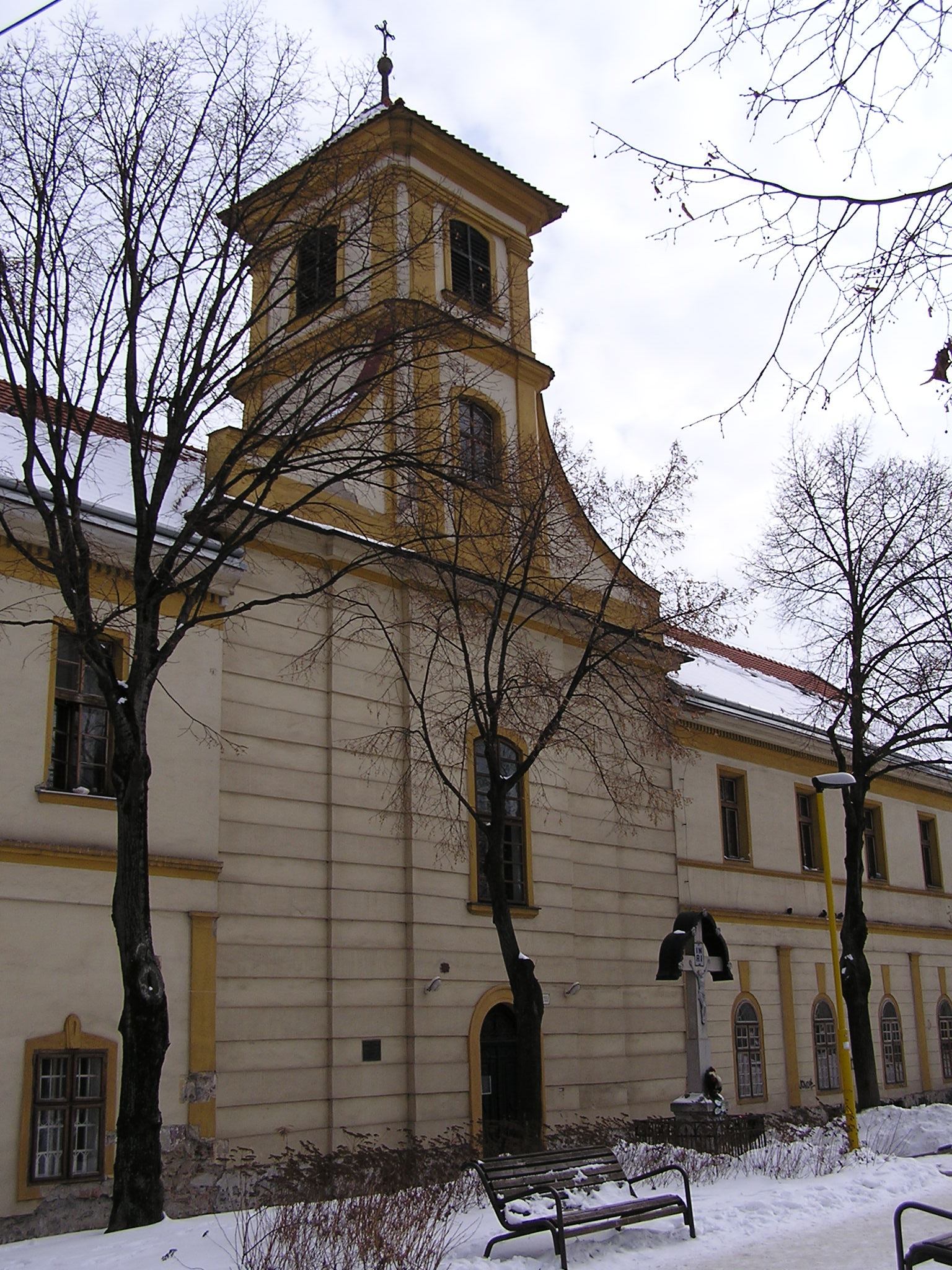
Haupteingang